# Беривил (Тексас)
Беривил (енгл. Berryville) град је у америчкој савезној држави Тексас. По попису становништва из 2010. у њему је живело 975 становника.

## Демографија
Према попису становништва из 2010. у граду је живело 975 становника, што је 84 (9,4%) становника више него 2000. године.
| Група             | 2000.       | 2010.       |
| Белци             | 815 (91,5%) | 876 (89,8%) |
| Афроамериканци    | 32 (3,6%)   | 36 (3,7%)   |
| Азијати           | 1 (0,1%)    | 8 (0,8%)    |
| Хиспаноамериканци | 25 (2,8%)   | 33 (3,4%)   |
| Укупно            | 891         | 975         |